# Typhlamphiascus latifurca
Typhlamphiascus latifurca är en kräftdjursart som beskrevs av Por 1968. Typhlamphiascus latifurca ingår i släktet Typhlamphiascus och familjen Diosaccidae. Inga underarter finns listade i Catalogue of Life.